# São Paulo Athletic Club
Der São Paulo Athletic Club – trotz einer mittlerweile erfolgten Umbenennung in Clube Atlético São Paulo immer noch vornehmlich unter dem Akronym SPAC bekannt – gilt als der älteste Sportverein der brasilianischen Metropole São Paulo. Sporthistorisch wird dem Verein die Einführung von Fußball, Rugby, Feldhockey und weiterer Sportarten in Brasilien zugeschrieben.
Zu Beginn des letzten Jahrhunderts dominierten die Fußballer von SPAC mit ihrem Protagonisten Charles William Miller den vom Verein mit ins Leben gerufenen ersten organisierten Wettbewerb Brasiliens, der Meisterschaft von São Paulo. Heutzutage dominiert die Rugby-Mannschaft des Vereines ihren Sport in Brasilien.

## Geschichte
Am 13. Mai 1888, demselben Tag, an dem die kaiserliche Regentin Prinzessin Isabel mit dem Goldenen Gesetz die Sklaverei in Brasilien abschaffte, begründeten in São Paulo ansässige Briten in einem Lokal nahe dem Zentrum der Stadt einen Verein zwecks Ausübung des Cricket und der gemeinsamen Freizeitgestaltung.
Der in Brasilien geborene Charles William Miller kehrte 1894 im Alter von 19 Jahren von seiner Schulausbildung in England nach São Paulo zurück und engagierte sich schon bald beim Verein. 1895 brachte er sowohl Rugby als auch Fußball in das Repertoire des Vereins ein. Beim SPAC wurde er 1902 zum Mitinitiator der ersten Fußball-Meisterschaft von São Paulo und damit Brasiliens. Er war auch ein erfolgreicher Spieler der anfänglich dominierenden Mannschaft des Vereines.
Zudem engagierte sich Miller auch beim Tennis – ein weiterer Sport, bei dem der Verein eine wichtige Rolle bei der Einführung in Brasilien hatte. Der Verein und Miller waren 1924 Mitbegründer des Tennisverbandes von São Paulo, der Federação Paulista de Tênis.
Nachdem der Spielbetrieb beim Fußball nach 1912 eingestellt worden war, entwickelte sich immer mehr das Rugby zum sportlichen Aushängeschild des Vereines und dominiert dieses auf nationaler Ebene seit den 1920er Jahren. Der SPAC ist noch heute der national führende Verein in dieser Sportart und mit Abstand Rekordmeister.
Heutzutage ist Rugby die einzige Sportart bei der Traditionsverein noch im Spitzensport aktiv ist. Der SPAC hat ansonsten eine ähnliche Entwicklung durchgemacht wie der ebenso zu Anfang des 19. Jahrhunderts an der Spitze des Fußballs von São Paulo stehende SC Germânia und ist dieser Tage vornehmlich ein Freizeitverein, wenngleich von geringerer Größe.
Die Familienfreundlichen Einrichtungen des Vereines im Stadtzentrum sowie in Santo Amaro im Süden der Stadt bieten unter anderem Schwimmbecken, Tennisplätzen, Squash-Hallen und Spielfelder für Rasensport an. Dazu gibt es Sauna, Billard, sowie restaurative Einrichtungen. Als Sportarten werden Rugby auch Futsal, Squash, Tennis, Bowls, Schwimmen und Snooker angeboten. Bei Kindern werden unter anderem auch Judo, Turnen und rhythmische Sportgymnastik gefördert. Eine Amateur-Theatergruppe, Pub-Abende, Gesang und Tanz bieten den rund 1.000 Mitgliedern, zu einem guten Teil noch Briten und deren Abkömmlinge, Unterhaltung.
Seit 1995, mit Ausnahme des Jahres 2000, organisiert der Verein alljährlich das Rockgol, eine Fußballmeisterschaft zwischen bekannten Musikern Brasiliens, welche vom Fernsehsender MTV-Brasilien übertragen wird.

## Fußball

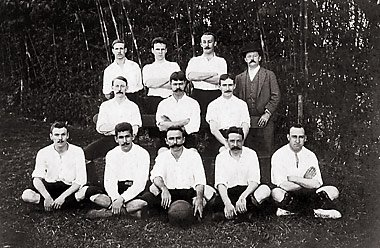
Der SPAC mit Charles William Miller in der Mitte

Charles William Miller brachte aus England auch zwei Fußbälle und ein Regelbuch mit. Erst brachte er das Rugbyspiel in den Verein ein, doch schon rasch widmete er sich ausschließlich dem Fußball, der auch von den anderen Vereinsmitgliedern mit Begeisterung aufgenommen wurde.
In den folgenden Jahren wurde der Fußball immer populärer und Miller wurde nach der Jahrhundertwende Mitinitiator der Liga Paulista de Foot-Ball, dem Vorläufer des heutigen Staatsverbandes von São Paulo und des ersten offiziellen brasilianischen Fußballwettbewerbes, der Meisterschaft von São Paulo des Jahres 1902. Bei der ersten Ausspielung nahmen neben dem SPAC der Club Athletico Paulistano, SC Internacional, der Sport Club Germânia, und die vornehmlich von Brasilianern besetzte Associação Atlética Mackenzie College teil. Der SPAC wurde Meister und Miller mit 10 Treffern der erste Torschützenkönig. Allerdings wurde ein Entscheidungsspiel gegen den CA Paulistano fällig, da die Tordifferenz seinerzeit noch unbedeutend war. SPAC gewann dieses im Velódromo de São Paulo vor 4.000 Zusehern Dank zwei weiterer Tore Millers mit 2:1.

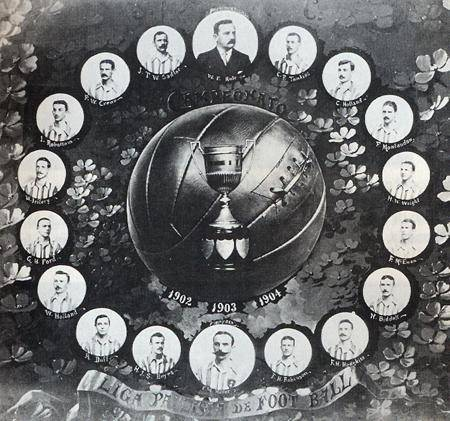
Meisterschafts-Hattrick von 1902 bis 1904

In der Saison darauf verteidigte der SPAC seinen Titel, ebenso nach einem mit 2:1 gewonnenen Entscheidungsspiel gegen Paulistano. Herbert Boyes wurde einer der beiden Torschützenkönige mit nur vier Treffern. 1905, bei nunmehr sechs Teilnehmern, da sich die Associação Atlética das Palmeiras anschloss, gelang der Meisterschafts-Hattrick. Diesmal blieb der SPAC aber ungeschlagen und ein Entscheidungsspiel war erstmals unnötig. Miller und Boyes lagen am Ende in der Torschützenliste mit jeweils neun Toren vorne.
Im Folgejahr reichte es nur noch zum vierten Platz. Schlimm kam es aber 1906. Nachdem der noch sieglose SPAC im siebten Spiel der Saison mit 1:9 gegen Internacional – Charles William Miller stand nunmehr im Tor des SPAC – unter die Räder gekommen war, zog sich der Verein umgehend aus dem laufenden Wettbewerb zurück. In den kommenden drei Jahren verbesserte sich die sportliche Situation für die Engländer nicht und sie wurden jeweils Fünfter. 1910 verbesserte sich der SPAC auf den dritten Platz und Herbert Boyes, der zehn Treffer dazu beitrug, war zum dritten Mal ganz oben in der Torschützenliste.
1911 kam es zum letzten Höhepunkt in der Fußballgeschichte des Vereines. Durch einen 2:0-Erfolg am letzten Spieltag beim SC Germânia sicherte sich der SPAC die vierte und letzte Meisterschaft von São Paulo. 1912 wiederum reichte es nur noch zum vorletzten Rang unter nunmehr sieben Teilnehmern. Das letzte Spiel der Fußballgeschichte dieses bedeutenden Pioniervereines endete am 20. Oktober 1912 mit einer 1:4-Niederlage gegen Germânia.
Wegen der sich langsam einschleichenden Professionalisierung des Fußballs in São Paulo beschloss der Verein sich von diesem Sport zurückzuziehen, da er sich in seinen Statuten dem reinen Amateursport verschrieben hat.
Beim heutigen Clube Atlético São Paulo wird Fußball beim Verein nur mehr auf Alte Herren Niveau betrieben – und manchmal kommt es noch zu einem spontanen Spiel unter Mitgliedern auf einem der Rasenplätze des Vereines.

### Erfolge
- Staatsmeisterschaft von São Paulo: 1902, 1903, 1904, 1911
  - Torschützenkönige bei der Staatsmeisterschaft von São Paulo
    - 1902: Charles Miller (10 Tore)
    - 1903: Herbert Boyes (4)
    - 1904: Charles William Miller, Herbert Boyes (jeweils 9)
    - 1910: Herbert Boyes (10)

## Rugby
Noch 1895 wurde mit Charles William Miller das erste Rugby-Spiel beim SPAC ausgetragen, doch nachdem dieser sich alsbald voll und ganz dem Fußball verschrieb, geriet Rugby beim Verein einstweilen ins Hintertreffen.
In späteren Jahren widmete sich SPAC wieder verstärkt dem Rugby – ein reiner Amateursport bis zum Ende des 20. Jahrhunderts, in Brasilien noch heute – und in São Paulo entwickelte sich eine diesem Sport verschriebene Gemeinschaft mit zahlreichen Vereinen wie dem Britânia Football Club und dem São Paulo Rugby Football Club.
1932 und 1936 fanden wichtige Spiele zwischen Brasilien und den südafrikanischen Springboks und der Auswahl Englands statt. Bereits bei diesen Spielen stellte der SPAC die große Mehrheit der brasilianischen Spieler.
Während des Zweiten Weltkrieges kam Rugby in Brasilien zu einem weitgehendsten Stillstand. 1948 baute der damals 36-jährige Engländer Jimmy McIntyre Rugby beim SPAC wieder auf und organisierte alsbald die erste Auslandsreise nach Uruguay, wo SPAC alle drei Spiele gewann. Zu Beginn der 1950er Jahre kam der Ire Harry L. Donovan, vormals Spieler beim als Wiege des irischen Rugby angesehenen Blackrock College, nach São Paulo. Er wurde Technischer Leiter bei SPAC und begründete 1964 zusammen mit Jimmy Macintyre die erste Rugby Union in Brasilien, aus welcher sich später der Verband Associação Brasileira de Rugby entwickelte.
Im selben Jahr fand auch das Eröffnungsspiel der südamerikanischen Rugby Meisterschaft zwischen den Gastgebern und Chile auf dem Vereinsgelände in Santo Amaro statt. Brasilien – mehrheitlich, wie in jenen Jahren üblich, mit Spielern von SPAC besetzt – erreichte bei diesem Turnier mit dem zweiten Rang hinter Dauersieger Argentinien die bisher beste Platzierung bei diesem Wettbewerb.
1964 wurde auch die erste brasilianische Rugby Meisterschaft ausgetragen bei der SPAC seinen ersten von bislang 12 Titeln gewinnen konnte.
Im brasilianischen Pokal, der seit 2004 ausgetragen wird erreichte SPAC bislang vier Mal das Finale und gewann dabei zweimal den Titel.
Die Rugby-Frauen des Vereines gewannen bis 2009 die ersten vier Ausspielungen der Frauen-Staatsmeisterschaft von São Paulo.

### Erfolge
- Meister von Brasilien: 1964, 1965, 1966, 1967, 1968, 1969, 1974, 1975, 1976*, 1977, 1978, 1999
- Pokalsieger von Brasilien: 2005, 2008
- Staatsmeister von São Paulo: 1999

*) 1976 geteilte Meisterschaft mit Niterói Rugby FC (RJ).
Frauen:
- Staatsmeister von São Paulo: 2006, 2007, 2008, 2009